# Пуцзян (Чэнду)
Пуцзя́н (кит. упр. 蒲江, пиньинь Pújiāng) — уезд города субпровинциального значения Чэнду провинции Сычуань (КНР). Уезд назван в честь реки Пуцзян.

## История
При империи Западная Вэй в 554 году был образован уезд Гуандин (广定县). При империи Суй в связи с тем, что наследником основателя империи был избран Ян Гуан, из-за практики табу на имена в 601 году уезд был переименован в Пуцзян.
В 1950 году был образован Специальный район Мэйшань (眉山专区), и уезд вошёл в его состав. В 1963 году Специальный район Мэйшань был расформирован, и уезд был передан в состав Специального район Вэньцзян (温江专区). В 1970 году Специальный район Вэньцзян был переименован в Округ Вэньцзян (温江地区). В 1983 году округ Вэньцзян был расформирован, и уезд Пуцзян перешёл под юрисдикцию Чэнду.

## Административное деление
Уезд Пуцзян делится на 1 уличный комитет, 7 посёлков и 4 волости.